# Норт Бенд (Небраска)
Норт Бенд (енгл. North Bend) град је у америчкој савезној држави Небраска.

## Демографија
По попису из 2010. године број становника је 1.177, што је 36 (-3,0%) становника мање него 2000. године.
| Група             | 2000.         | 2010.         |
| Белци             | 1.197 (98,7%) | 1.142 (97,0%) |
| Афроамериканци    | 1 (0,1%)      | 12 (1,0%)     |
| Азијати           | 1 (0,1%)      | 2 (0,2%)      |
| Хиспаноамериканци | 10 (0,8%)     | 14 (1,2%)     |
| Укупно            | 1.213         | 1.177         |